# Walter Mariaux
Walter Mariaux SJ (* 21. Dezember 1894 in Uelzen; † 30. April 1963 in München) war ein deutscher Jesuit, theologischer Schriftsteller und Studentenseelsorger in München.

## Leben
Er trat 1913 in die Gesellschaft Jesu ein, war im Ersten Weltkrieg als Krankenpfleger eingesetzt, studierte anschließend Theologie in Valkenburg aan de Geul und erhielt 1926 die Priesterweihe. Nach Konflikten mit dem NS-Regime ging er 1935 nach Rom. 1940 veröffentlichte er in London eine Dokumentation über die nationalsozialistische Kirchenpolitik. Von 1940 bis 1949 wurde er nach Brasilien abgeordnet.
1949 kehrte er nach Deutschland zurück. Er war von 1949 bis 1953 Studentenpfarrer in Hannover und seit 1953 in München als Präses der dortigen Studenten- und Akademikerkongregation Congregatio Latina Maior und Leiter ihres neu gegründeten Nationalsekretariates.

## Schriften (Auswahl)
- Diez años de Cristianismo en el Tercer Reich (documentos del episcopado Catolico Aleman). Buenos Aires 1943, OCLC 651186871.
- Menschen unserer Zeit. Vortragsskizzen. Augsburg 1951, OCLC 315272450.